# Décès en avril 2023
Décès
- 2019
- 2020
- 2021
- 2022
- 2023
- 2024
- 2025
- 2026
- 2027

Pour une information complémentaire, voir la page d'aide.

| Date          | Nom                                     | Activités                                                                                           | Âge   | Source |
| ------------- | --------------------------------------- | --------------------------------------------------------------------------------------------------- | ----- | ------ |
| 30 avril      | Ralph Boston                            | Athlète de saut en longueur américain, triple médaillé olympique (1960, 1964, 1968).                | 83    | (en)   |
| 30 avril      | Anthony Doyle                           | Coureur cycliste britannique.                                                                       | 64    | (en)   |
| 30 avril      | Broderick Smith                         | Auteur-compositeur britannico-australien d'harmonica de guitare et de banjo.                        | 75    | (en)   |
| 30 avril      | Thomas Stacy                            | Hautboïste et virtuose américain du cor anglais.                                                    | 84    | (en)   |
| 30 avril      | Viatcheslav Zaïtsev                     | Couturier et costumier soviétique puis russe.                                                       | 85    |        |
| 29 avril      | André Besson                            | Écrivain et journaliste français.                                                                   | 95    |        |
| 29 avril      | Abou al-Hussein al-Husseini al-Qourachi | Djihadiste.                                                                                         | ?     |        |
| 29 avril      | Youri Korolev                           | Gymnaste soviétique puis russe.                                                                     | 60    | (ru)   |
| 29 avril      | Nicolae Neagoe                          | Bobeur roumain, médaillé de bronze aux Jeux olympiques d'hiver de 1968.                             | 81    | (ro)   |
| 28 avril      | Lucien Attoun                           | Homme de théâtre et de radio français.                                                              | 87    |        |
| 28 avril      | Andrea Augello                          | Homme politique italien.                                                                            | 62    | (it)   |
| 28 avril      | Renyldo Ferreira                        | Cavalier de concours complet et de saut d'obstacles brésilien.                                      | 99    | (en)   |
| 28 avril      | Jeremy Fox                              | Pentathlonien britannique, champion aux Jeux olympiques d'été de 1976                               | 81    | (en)   |
| 28 avril      | Ranajit Guha                            | Historien indien.                                                                                   | 99    | (en)   |
| 28 avril      | Peter Lilienthal                        | Réalisateur allemand.                                                                               | 93    | (de)   |
| 28 avril      | Sergio Ottolina                         | Athlète italien.                                                                                    | 80    |        |
| 28 avril      | Jan-Paul Pouliquen                      | Militant français des droits LGBT, à l'origine du pacte civil de solidarité.                        | 69    |        |
| 27 avril      | Guy Ausloos                             | Pédopsychiatre belge.                                                                               | 82    |        |
| 27 avril      | Jean-Paul Costa                         | Juriste français.                                                                                   | 81    |        |
| 27 avril      | Rosemary Cramp                          | Archéologue britannique.                                                                            | 93    | (en)   |
| 27 avril      | Nicole Lapointe                         | Marionnettiste canadienne.                                                                          | 89    |        |
| 27 avril      | Giovanni Lombardo Radice                | Acteur et scénariste italien.                                                                       | 68    | (it)   |
| 27 avril      | Jerry Springer                          | Animateur de télévision américain.                                                                  | 79    |        |
| 26 avril      | Abbas-Ali Soleimani                     | Religieux chiite iranien.                                                                           | 75    |        |
| 26 avril      | Jerry Apodaca                           | Homme politique américain.                                                                          | 88    | (en)   |
| 26 avril      | Robert Bazil                            | Acteur français.                                                                                    | 101   |        |
| 26 avril      | Michel Biron                            | Homme politique canadien.                                                                           | 89    |        |
| 26 avril      | Boris Budnikov                          | Skipper soviétique puis russe, médaillé d'argent aux Jeux olympiques d'été de 1980.                 | 81    | (ru)   |
| 26 avril      | Tony Dreyfus                            | Avocat et homme politique français.                                                                 | 84    |        |
| 26 avril      | Roger Lise                              | Homme politique français.                                                                           | 95    |        |
| 26 avril      | Youri Ivanovitch Semionov               | Historien, philosophe et ethnologue soviétique puis russe.                                          | 93    | (ru)   |
| 26 avril      | André Stas                              | Écrivain, poète, aphoriste, collagiste, pataphysicien et plasticien autodidacte belge.              | 73    |        |
| 25 avril      | Frank Agrama                            | Producteur, réalisateur, scénariste et homme d'affaires égyptien.                                   | 93    | (en)   |
| 25 avril      | Harry Belafonte                         | Acteur, chanteur, et militant des droits civiques américain.                                        | 96    |        |
| 25 avril      | Winfried Bischoff                       | Homme d'affaires allemand.                                                                          | 81    | (en)   |
| 25 avril      | Carolyn Bryant                          | Écrivaine et actrice américaine.                                                                    | 88    |        |
| 25 avril      | Billy "The Kid" Emerson                 | Chanteur de rhythm and blues américain.                                                             | 97    |        |
| 25 avril      | Vera Krepkina                           | Athlète soviétique, championne aux Jeux olympiques d'été de 1960.                                   | 90    | (ru)   |
| 25 avril      | François Léotard                        | Homme politique français.                                                                           | 81    |        |
| 25 avril      | Marie-Madeleine Peyronnet               | Secrétaire française.                                                                               | 92    |        |
| 24 avril      | Eliana Burki                            | Musicienne suisse.                                                                                  | 39    | (en)   |
| 24 avril      | Eric Demunster                          | Coureur cycliste belge.                                                                             | 81    |        |
| 24 avril      | Alejandro Hamed                         | Homme politique paraguayen.                                                                         | 89    | (es)   |
| 24 avril      | Hugues Vassal                           | Photographe et journaliste français.                                                                | 89    |        |
| 23 avril      | Tori Bowie                              | Athlète américaine, médaillée d'or, d'argent et de bronze aux Jeux olympiques d'été de 2016.        | 32    | (en)   |
| 23 avril      | Randor Guy                              | Avocat et chroniqueur indien, historien du cinéma.                                                  | 85    | (en)   |
| 23 avril      | Boris Markarov                          | Joueur de water-polo soviétique, médaillé de bronze aux Jeux olympiques d'été de 1956.              | 88    | (ru)   |
| 23 avril      | Rainer Osselmann                        | Joueur de water-polo ouest-allemand, médaillé de bronze aux Jeux olympiques d'été de 1984.          | 62    | (en)   |
| 23 avril      | Frank Shu                               | Astrophysicien, astronome et professeur d'université américain.                                     | 79    | (en)   |
| 22 avril      | Moudar Badrane                          | Homme d'État jordanien.                                                                             | 89    | (en)   |
| 22 avril      | Herb Douglas                            | Athlète américain, médaillé de bronze aux Jeux olympiques d'été de 1948.                            | 101   | (en)   |
| 22 avril      | Barry Humphries                         | Humoriste, acteur et scénariste australien.                                                         | 89    | (en)   |
| 22 avril      | Jacques Leplat                          | Psychologue français.                                                                               | 101   |        |
| 22 avril      | Ju Ming                                 | Sculpteur taïwanais.                                                                                | 85    | (en)   |
| 22 avril      | Ulf Sundqvist                           | Banquier et homme politique finlandais.                                                             | 78    | (fi)   |
| 22 avril      | Juhn A. Wada                            | Neurologue japonais.                                                                                | 99    | (en)   |
| 21 avril      | Stanley Deser                           | Physicien et professeur d'université américain.                                                     | 92    | (en)   |
| 21 avril      | Sergio Rendine                          | Compositeur italien.                                                                                | 68    | (it)   |
| 21 avril      | Juan Carlos Sarnari                     | Footballeur international argentin.                                                                 | 81    | (es)   |
| 21 avril      | Kate Saunders                           | Écrivaine, actrice et journaliste anglaise.                                                         | 62    | (en)   |
| 20 avril      | Pierre-Alain Clément                    | Homme politique suisse.                                                                             | 71    |        |
| 20 avril      | Josep Maria Fusté                       | Footballeur espagnol.                                                                               | 82    |        |
| 20 avril      | Salma Khadra Jayyusi                    | Poétesse, critique littéraire, historienne palestinienne.                                           | 95    |        |
| 20 avril      | Ephraim Mol                             | Rabbin orthodoxe israélien.                                                                         | 85    | (en)   |
| 20 avril      | John Wright                             | Monteur américain.                                                                                  | 79    | (en)   |
| 20 avril      | Myrsíni Zorbá                           | Femme politique grecque.                                                                            | 74    | (el)   |
| 19 avril      | Walter Demel                            | Fondeur allemand.                                                                                   | 87    | (de)   |
| 19 avril      | Yehonathan Geffen                       | Écrivain israélien.                                                                                 | 76    | (en)   |
| 19 avril      | Sylvain Lemarié                         | Acteur et metteur en scène français.                                                                | 70    |        |
| 19 avril      | Moonbin                                 | Chanteur, acteur, danseur sud-coréen.                                                               | 25    |        |
| 19 avril      | Charles-Ferdinand Nothomb               | Homme politique belge.                                                                              | 86    | (nl)   |
| 19 avril      | Elena Pampoulova                        | Joueuse de tennis allemande d'origine bulgare.                                                      | 50    | (bg)   |
| 19 avril      | Richard Riordan                         | Homme d'affaires et politique américain.                                                            | 92    | (en)   |
| 19 avril      | Federico Salvatore                      | Chanteur et artiste de cabaret italien.                                                             | 63    | (it)   |
| 18 avril      | Stephan Cohen                           | Joueur français de billard américain.                                                               | 51    |        |
| 18 avril      | Bernard Davoine                         | Homme politique français.                                                                           | 82    |        |
| 18 avril      | Azzedine Guellouz                       | Intellectuel tunisien.                                                                              | 91    |        |
| 18 avril      | Harold Riley                            | Peintre, graveur et lithographe britannique.                                                        | 88    | (en)   |
| 18 avril      | Anita Sanders                           | Actrice et mannequin suédoise.                                                                      | 83    | (it)   |
| 18 avril      | Charles Stanley                         | Pasteur baptiste américain.                                                                         | 90    | (en)   |
| 18 avril      | April Stevens                           | Chanteuse américaine.                                                                               | 93    | (en)   |
| 17 avril      | Oleh Barna                              | Homme politique ukrainien.                                                                          | 56    | (uk)   |
| 17 avril      | Gilbert Bossuyt                         | Homme politique belge.                                                                              | 75    |        |
| 17 avril      | Raymond Étienne                         | Responsable de la communauté Emmaüs français.                                                       | 82    |        |
| 17 avril      | Lázár Lovász                            | Athlète hongrois, médaillé de bronze aux Jeux olympiques d'été de 1968.                             | 80    | (hu)   |
| 17 avril      | James Melcher                           | Gestionnaire de fonds spéculatifs et escrimeur olympique américain.                                 | 83    | (en)   |
| 17 avril      | Ernst Oberaigner                        | Skieur alpin autrichien.                                                                            | 90    | (de)   |
| 17 avril      | Marie-Odile Rethoré                     | Médecin française.                                                                                  | 93    |        |
| 17 avril      | Chris Smith                             | Joueur professionnel américain de football américain.                                               | 31    | (en)   |
| 16 avril      | Eddie Colquhoun                         | Footballeur international écossais.                                                                 | 78    | (en)   |
| 16 avril      | Michel Coulon                           | Cycliste sur route belge.                                                                           | 76    |        |
| 16 avril      | Thierry Courtin                         | Illustrateur français.                                                                              | 69    |        |
| 16 avril      | Guli Hamroyeva                          | Danseuse, ballerine, actrice et pédagogue soviétique puis ouzbèke.                                  | 76    | (uz)   |
| 16 avril      | Ahmad Jamal                             | Pianiste et compositeur de jazz américain.                                                          | 92    |        |
| 16 avril      | Cesare Marchetti                        | Physicien italien.                                                                                  | 95    | (en)   |
| 15 avril      | Barbara Baum                            | Costumière allemande.                                                                               | 78    | (de)   |
| 15 avril      | Pierre Bonnaud                          | Universitaire géographe français.                                                                   | 91    |        |
| 15 avril      | Pascale Bordet                          | Créatrice de costumes, peintre et aquarelliste française.                                           | 63    |        |
| 15 avril      | Hélène Garache                          | Sculptrice française.                                                                               | 94/95 |        |
| 15 avril      | Beatrice Marshoff                       | Femme politique sud-africaine.                                                                      | 65    | (en)   |
| 15 avril      | Zuihō Yamaguchi                         | Tibétologue et bouddhologue japonais.                                                               | 97    | (en)   |
| 14 avril      | Irma Blank                              | Artiste allemande.                                                                                  | 88    | (en)   |
| 14 avril      | Sylvie Fanchon                          | Peintre française.                                                                                  | 69    |        |
| 14 avril      | Lagas                                   | Auteur de bande dessinée humoristique et illustrateur belge.                                        | 81    |        |
| 14 avril      | Luigi Mele                              | Coureur cycliste italien.                                                                           | 85    | (en)   |
| 14 avril      | Murray Melvin                           | Acteur britannique.                                                                                 | 90    | (en)   |
| 14 avril      | Kensei Mizote                           | Homme politique japonais.                                                                           | 80    | (ja)   |
| 14 avril      | Antonio Moreno Barberá                  | Marin militaire espagnol                                                                            | 82    | (es)   |
| 14 avril      | Abel Posse                              | Écrivain, diplomate et journaliste argentin.                                                        | 89    | (es)   |
| 14 avril      | Mark Sheehan                            | Chanteur, compositeur, guitariste, et producteur de musique irlandais.                              | 46    | (en)   |
| 14 avril      | Marilyn Ruth Take                       | Patineuse artistique canadienne.                                                                    | 95    | (en)   |
| 14 avril      | Akira Tamba                             | Compositeur et musicologue japonais.                                                                | 90    | (ja)   |
| 13 avril      | Juan Avilés Farré                       | Historien espagnol.                                                                                 | 73    | (es)   |
| 13 avril      | Craig Breen                             | Pilote de rallye irlandais.                                                                         | 33    |        |
| 13 avril      | Hocine Djoudi                           | Juriste et diplomate algérien.                                                                      | 92    |        |
| 13 avril      | Nizar Issaoui                           | Footballeur tunisien.                                                                               | 35    |        |
| 13 avril      | Marilyn McReavy                         | Joueuse et entraîneuse de volley-ball américaine.                                                   | 78    | (en)   |
| 13 avril      | Bruno Muel                              | Réalisateur français.                                                                               | 87    |        |
| 13 avril      | Mary Quant                              | Styliste britannique.                                                                               | 93    |        |
| 13 avril      | Barbara Schenker                        | Claviériste de hard rock allemande.                                                                 | 56    |        |
| 13 avril      | Thubten Zopa Rinpoché                   | Lama népalais.                                                                                      | 76    | (en)   |
| 12 avril      | Ivo Babuška                             | Mathématicien tchéco-américain.                                                                     | 97    | (en)   |
| 12 avril      | Willy De Waele                          | Homme politique belge.                                                                              | 85    |        |
| 12 avril      | Jacques Gaillot                         | Évêque catholique français.                                                                         | 87    |        |
| 12 avril      | Tibisay Lucena                          | Sociologue et femme politique vénézuélienne.                                                        | 63    | (it)   |
| 12 avril      | Jean-Pierre Olié                        | Psychiatre et professeur de médecine français.                                                      | 77    |        |
| 12 avril      | John Ntumba Panumankole                 | Économiste et homme politique congolais.                                                            | 54    |        |
| 12 avril      | Jah Shaka                               | Opérateur de sound system et musicien de dub britannique.                                           | ?     |        |
| 12 avril      | Yves Sillard                            | Ingénieur militaire, officier général et aviateur français.                                         | 87    |        |
| 12 avril      | Elvira Sorohan                          | Historienne et critique littéraire roumaine.                                                        | 88    | (ro)   |
| 11 avril      | Henri-Jean Arnaud                       | Homme politique français.                                                                           | 94    |        |
| 11 avril      | Zafrullah Chowdhury                     | Militant bangladais de la santé publique.                                                           | 81    | (en)   |
| 11 avril      | John Olsen                              | Peintre australien.                                                                                 | 95    | (en)   |
| 11 avril      | Jim McManus                             | Acteur britannique.                                                                                 | 82    | (en)   |
| 11 avril      | Maurice Sarrazin                        | Comédien, metteur en scène, directeur de théâtre et professeur d'art dramatique français.           | 98    |        |
| 11 avril      | Meir Shalev                             | Journaliste et écrivain israélien.                                                                  | 74    |        |
| 11 avril      | Roland Sublon                           | Psychanalyste, docteur en médecine et en théologie ainsi que prêtre catholique français.            | 88    |        |
| 10 avril      | Paul Furlan                             | Homme politique belge.                                                                              | 60    |        |
| 10 avril      | Al Jaffee                               | Dessinateur américain.                                                                              | 102   | (en)   |
| 10 avril      | Pierre Lacotte                          | Danseur et chorégraphe français.                                                                    | 91    |        |
| 10 avril      | Anne Perry                              | Écrivaine britannique.                                                                              | 84    |        |
| 10 avril      | Fernando Sánchez Dragó                  | Écrivain espagnol.                                                                                  | 86    | (es)   |
| 10 avril      | Raymond Sawada                          | Joueur professionnel de hockey sur glace canadien.                                                  | 38    | (en)   |
| 10 avril      | Jacques Serguine                        | Écrivain et essayiste français.                                                                     | 84    |        |
| 10 avril      | Hervé Temime                            | Avocat français.                                                                                    | 65    |        |
| 9 avril       | Dario Acquaroli                         | Coureur cycliste italien.                                                                           | 48    | (it)   |
| 9 avril       | Karl Berger                             | Vibraphoniste et pianiste de jazz allemand.                                                         | 88    | (en)   |
| 9 avril       | Valter Dešpalj                          | Violoncelliste croate.                                                                              | 75    | (hr)   |
| 9 avril       | Roberto Frigerio                        | Footballeur international suisse.                                                                   | 84    | (de)   |
| 9 avril       | Jean Goulemot                           | Professeur et chercheur français.                                                                   | 85    |        |
| 9 avril       | Jaap Murre                              | Mathématicien néerlandais.                                                                          | 93    | (nl)   |
| 9 avril       | Azer Pacha Nematov                      | Réalisateur soviétique puis azéri.                                                                  | 75    | (az)   |
| 9 avril       | Richard Ng                              | Acteur britannique.                                                                                 | 83    | (en)   |
| 9 avril       | Valda Setterfield                       | Actrice et danseuse britannique.                                                                    | 88    | (en)   |
| 9 avril       | Holger Sundström                        | Skipper suédois, médaillé de bronze aux Jeux olympiques d'été de 1964.                              | 97    | (en)   |
| 9 avril       | Wladimir Tchertkoff                     | Journaliste italien et suisse.                                                                      | 87/88 |        |
| 9 avril       | James Timlin                            | Prélat américain.                                                                                   | 95    | (en)   |
| 9 avril       | Bernard Trémillon                       | Ingénieur chimiste français.                                                                        | 92    |        |
| 8 avril       | Djene Kaba Condé                        | Femme politique guinéenne.                                                                          | 62/63 |        |
| 8 avril       | Michael Lerner                          | Acteur américain.                                                                                   | 81    | (en)   |
| 8 avril       | Kenneth McAlpine                        | Pilote de course automobile britannique.                                                            | 102   | (en)   |
| 8 avril       | Valérie Oka                             | Artiste et designer ivoirienne.                                                                     | 56    |        |
| 8 avril       | Otto Thomas Solbrig                     | Écologue et biologiste de l’évolution argentin.                                                     | 92    | (es)   |
| 7 avril       | Larisa Bergen                           | Joueuse de volley-ball soviétique puis russe, médaillée d'argent aux Jeux olympiques d'été de 1976. | 73    | (en)   |
| 7 avril       | Hannelore Bollmann                      | Actrice allemande.                                                                                  | 97    | (de)   |
| 7 avril       | Philippe Bouvatier                      | Coureur cycliste français.                                                                          | 58    |        |
| 7 avril       | Jacques Cerf                            | Homme politique belge.                                                                              | 95    | (be)   |
| 7 avril       | Benjamin Ferencz                        | Avocat américain.                                                                                   | 103   | (en)   |
| 7 avril       | Prabir Ghosh                            | Militant indien.                                                                                    | 78    | (en)   |
| 7 avril       | Kidd Jordan                             | Saxophoniste américain de jazz.                                                                     | 87    | (en)   |
| 7 avril       | Elisabeth Kopp                          | Femme politique suisse.                                                                             | 86    | (en)   |
| 7 avril       | Marie-Claire Olivia                     | Actrice suisse.                                                                                     | 91    |        |
| 7 avril       | Rachel Pollack                          | Autrice américaine de science-fiction.                                                              | 77    | (en)   |
| 7 avril       | Charles Scriver                         | Médecin, pédiatre et chercheur canadien.                                                            | 92    | (en)   |
| 7 avril       | Lasse Wellander                         | Guitariste suédois du groupe ABBA.                                                                  | 70    | (en)   |
| 6 avril       | Paul Cattermole                         | Chanteur et acteur britannique.                                                                     | 46    |        |
| 6 avril       | Michel Collas                           | Polytechnicien français et dirigeant d'entreprises.                                                 | 99    |        |
| 6 avril       | Malika El Aroud                         | Islamiste radicale marocaine.                                                                       | 64    |        |
| 6 avril       | Gérard Gosselin                         | Artiste peintre, graveur et lithographe français.                                                   | 90    |        |
| 6 avril       | Jean-Claude Margueron                   | Archéologue français.                                                                               | 88    |        |
| 6 avril       | Josep Piqué                             | Homme d'affaires et homme politique espagnol.                                                       | 68    | (es)   |
| 6 avril       | Norman Reynolds                         | Chef décorateur britannique.                                                                        | 89    | (en)   |
| 6 avril       | Taeko Tomioka                           | Poétesse, écrivaine et scénariste japonaise.                                                        | 87    | (ja)   |
| 5 avril       | Bill Butler                             | Directeur de la photographie américain.                                                             | 101   | (en)   |
| 5 avril       | Cléante                                 | Linguiste et grammairien belge.                                                                     | 84    |        |
| 5 avril       | Jean Dérian                             | Homme politique français.                                                                           | 90    |        |
| 5 avril       | Duško Gojković                          | Trompettiste et bugliste de jazz yougoslave puis serbe.                                             | 91    | (de)   |
| 5 avril       | Sergio Gori                             | Footballeur international italien.                                                                  | 77    | (it)   |
| 5 avril       | Masanori Hata                           | Acteur, scénariste et réalisateur japonais.                                                         | 87    | (ja)   |
| 5 avril       | Ismail Mahmud Hurre                     | Homme politique somalien.                                                                           | 79/80 |        |
| 5 avril       | Ian McIntosh                            | Entraîneur de rugby à XV zimbabwéen.                                                                | 84    |        |
| 5 avril       | Khalid Naciri                           | Homme politique et avocat marocain.                                                                 | 77    | (en)   |
| 5 avril       | Kiumars Pourahmad                       | Producteur de cinéma iranien.                                                                       | 73    | (fa)   |
| 5 avril       | André Riedl                             | Homme d'affaires et homme politique canadien.                                                       | 82    |        |
| 5 avril       | Serge Sala                              | Chanteur français.                                                                                  | 74    |        |
| 4 avril       | Craig Breedlove                         | Pilote automobile américain.                                                                        | 86    | (en)   |
| 4 avril       | Jean-Paul Capitani                      | Éditeur français.                                                                                   | 78    |        |
| 4 avril       | Birger Jensen                           | Footballeur international danois.                                                                   | 72    | (nl)   |
| 4 avril       | Royer                                   | Dessinateur belge.                                                                                  | 89    |        |
| 3 avril       | Roberto Camagni                         | Professeur d'économie urbaine italien.                                                              | 76    | (en)   |
| 3 avril       | Nico Cirasola                           | Acteur, metteur en scène et producteur de cinéma italien.                                           | 71    | (it)   |
| 3 avril       | François Colcombet                      | Magistrat et homme politique français.                                                              | 85    |        |
| 3 avril       | Robert Dubuc                            | Traducteur, linguiste, écrivain et enseignant canadien.                                             | 92    |        |
| 3 avril       | Greg Francis                            | Joueur de basket-ball canadien.                                                                     | 49    | (en)   |
| 3 avril       | Nigel Lawson                            | Homme politique britannique, membre du Parti conservateur.                                          | 91    | (en)   |
| 3 avril       | Enrique Mendoza                         | Homme politique vénézuélien.                                                                        | 77    | (en)   |
| 2 avril       | Gilbert Bailliu                         | Footballeur belge.                                                                                  | 86    |        |
| 2 avril       | Maxime Fomine                           | Correspondant militaire, blogueur russe d'origine ukrainienne.                                      | 40    | (en)   |
| 2 avril       | Greg Francis                            | Basketteur puis entraîneur canadien.                                                                | 48    | (en)   |
| 2 avril       | Butch Miller                            | Catcheur néozélandais.                                                                              | 78    | (en)   |
| 2 avril       | Hans Edvard Nørregård-Nielsen           | Historien de l'art danois.                                                                          | 78    | (da)   |
| 2 avril       | Veronika Petrovici                      | Chirurgienne allemande.                                                                             | 88    | (de)   |
| 2 avril       | Gino Raffin                             | Joueur et entraîneur de football italien.                                                           | 86    | (it)   |
| 2 avril       | Seymour Stein                           | Producteur de musique américain.                                                                    | 80    | (en)   |
| 2 avril       | Ian Watson                              | Avocat et homme politique canadien.                                                                 | 88    |        |
| 1er avril     | Ken Buchanan                            | Boxeur britannique.                                                                                 | 77    |        |
| 1er avril     | Dario Campeotto                         | Chanteur et acteur danois.                                                                          | 84    | (da)   |
| 1er avril     | Chicuelo                                | Matador espagnol.                                                                                   | 86    | (es)   |
| 1er avril     | Albert Ndele                            | Homme politique congolais.                                                                          | 92    |        |
| 1er avril     | Christiane Rorato                       | Comédienne française.                                                                               | 79    | (it)   |
| 1er avril     | Włodzimierz Schmidt                     | Joueur d'échecs polonais.                                                                           | 79    | (pl)   |
| 1er avril     | Pierre Schneider                        | Journaliste, poète et militant indépendantiste québécois.                                           | 78    |        |
| 1er avril     | Klaus Teuber                            | Auteur allemand de jeux de société.                                                                 | 70    | (en)   |
| Non déterminé | Marcel Brouillard                       | Journaliste, écrivain, imprésario, chroniqueur et conférencier canadien.                            | 92    |        |
| Non déterminé | Șerban Ciochină                         | Athlète roumain, spécialiste du triple saut.                                                        | 83    | (ro)   |
| Non déterminé | Arthur Williams                         | Boxeur américain.                                                                                   | 58    | (en)   |